# Production Sharing Agreement
Production Sharing Agreement (PSA) ist eine Vertragsform bei Erdöl- und  Erdgaskonzessionen, bei der sich eine oder mehrere Erdölunternehmen und das Gastland die Erdöl- bzw. Erdgasproduktion nach einem festgelegten Schlüssel teilen.
Dabei wird zwischen Cost-Oil und Profit-Oil unterschieden. Cost-Oil ist der Anteil des Förderöls, dessen Ertrag dem Ölunternehmen zur Deckung der Investitionen und der laufenden Kosten zusteht. Das Profit-Oil ist der Förderanteil, der darüber hinausgeht und nach einem festgelegten Schlüssel (primary split) geteilt wird.
Damit während des Amortisationszeitraums nicht 100 % des geförderten Öls als Cost-Oil dem Förderunternehmen zukommen, wird in der Regel ein Cost-Oil-Limit vereinbart, welches ein Maximum der geförderten Menge als Cost-Oil definiert. Nach Ablauf des Amortisationszeitraums der Investitionen wird fast nur noch Profit-Oil gefördert.
Sinn des Vertrags ist es, dass das Förderunternehmen die ersten Jahre die Kosten für Exploration (Sondierung) und technische Anlagen decken kann, während das Gastland in dieser Zeit aber nicht auf einen Gewinn verzichten muss.
Dazu folgendes Beispiel:
Unternehmen XY investiert in die Exploration (Aufsuchung) und Aufschließung einen Betrag, der zum Beispiel 120.000 BOE (Barrels Oil Equivalent) entspricht, dann möchte das Unternehmen zumindest diesen Betrag plus Gewinn wieder herausbekommen.
Angenommen das Feld fördert pro Jahr 100.000 BOE so könnten innerhalb der ersten 2 Jahren die Ausgaben zu Gänze abgedeckt werden. Da aber die entsprechenden Länder in dieser Zeit keinen Profit hätten, wird nach Cost-Oil und Profit-Oil unterschieden.
Mit dem Cost Oil sollen die Ausgaben des Unternehmens abgedeckt werden. Jedoch wird ein Cost-Oil-Limit gesetzt (z. B. 40 %). Im Beispiel wären das 40.000 BOE pro Jahr. Die Ausgaben wären also einfach gerechnet nach 3 Jahren gedeckt.
Die restliche Fördermenge entspricht dem Profit Oil, das nach einem bestimmten Betrag zwischen Land und Unternehmen aufgeteilt wird. Diese Aufteilung wird auch „primary split“ genannt, wobei jeder Partner einen Anteil der verbleibenden 60.000 BOE erhält.
Sobald die Kosten abgedeckt sind, gibt es nur noch das Profit-Oil, somit gibt es kein Cost Oil mehr (Hinweis: dies ist ein sehr vereinfachtes Beispiel, da auch während der zukünftigen Jahre gewisse Kosten anfallen). Das Profit-Oil wird nach demselben Schlüssel aufgeteilt, allerdings ist die Basis in dem Beispiel nun nicht mehr 60.000, sondern 100.000.
PSA-Effekt: Ölunternehmen, die unter PSAs Öl bzw. Gas fördern, beziehen ihre Reservenangaben auf das ihnen zustehende Cost Oil. Steigen die Rohöl- bzw. Gaspreise sinkt der Cost Oil-Anteil gemessen in BOE und die Reservenangaben des Unternehmens werden in Folge sinken. Bei fallenden Preisen ist der umgekehrte Effekt bemerkbar.